# Galium abruptorum
Galium abruptorum là một loài thực vật có hoa trong họ Thiến thảo. Loài này được Pomel mô tả khoa học đầu tiên năm 1874.